# تپه گرد مرقد
تپه گرد مرقد مربوط به اواسط هزاره دوم قبل از میلاد است و در شمال شهرستان پیرانشهر واقع شده و این اثر در تاریخ ۱۶ دی ۱۳۴۵ با شمارهٔ ثبت ۶۱۴ به‌عنوان یکی از آثار ملی ایران به ثبت رسیده است.